# 黒色クロムめっき
こくしょくくろむめっき（黒色クロム鍍金、英語：black chrome plating）は、金属の材料の表面に、黒色クロム金属の薄膜を被覆した表面処理、あるいはその方法を指す。商標名の「黒クロ」と呼ばれることもある。日本で開発され、全世界に広まっためっきである。

## 概要
電気めっきの一種で、主な薬品である無水クロム酸を化学反応（酸化反応）させて黒色にするめっきである。
通常の青みがかった銀白色のクロムめっきと同様に、耐食性、耐摩耗性、耐熱性、外観に優れているが、ムラや傷が目立ちやすく高度な技術が必要である。
膜厚を0.1〜10 μmと薄く処理をする方法が一般的である。
アルミニウム製品には、無電解ニッケルめっきの下地を施す必要がある。
プラスティック製品は、高電力に耐えられず溶解や破損してしまうことが多く、取り扱わない会社が多い。
クロム酸由来の六価クロムを含有しているが、めっき後に三価クロムに変換する洗浄方法が主流となっており、安全性およびRoHS指令にはほとんど影響がないとされる。
低温にて処理を行なうことにより、より濃黒色に、より薄く、より安全性が増すことになる。
近年、三価黒色クロムめっきも出始めているが、銀色と黒色の中間色で、濃黒色にならないことから苦情やトラブルが多い。

## 主な種類
- 低温黒色クロムめっき（色合：濃黒色）
  - 黒クロ[1]（商標登録5822308号。商標権者: 琴平工業株式会社）
- 硬質黒色クロムめっき（色合：濃黒色）
- （常温）黒色クロムめっき（色合：黒色と灰色の中間色）
- 三価黒色クロムめっき[2]（色合：黒色と銀色の中間色）

## 歴史
黒色クロムめっきは、1950年に琴平工業株式会社の従業員が、クロムめっき（銀色）の材料の薬品を間違えて入れてしまい、そのままめっきをしたところ黒色めっきになったのがきっかけと言われている。
冷凍技術が発展し、近年ではマイナス40℃前後でめっき処理を行う方法にまで至る。